# Station Chełchy
Station Chełchy was een spoorwegstation in de Poolse plaats Chełchy. In 1999 is het treinverkeer gestaakt.